# Crambus alexandrus
Crambus alexandrus là một loài bướm đêm trong họ Crambidae.